# أوستر (أوكرانيا)
أوستر هي مدينة من مدن أوكرانيا. يبلغ عدد سكانها 6335 نسمة وذلك حسب إحصائيات سنة 2011. يبلغ ارتفاع المدينة عن سطح البحر قرابة 111 متر. تبلغ مساحتها 76 كم².

## التاريخ
تأسست أوستر في عام 1098 من قبل فلاديمير مونوماخ كغوروديتس.في 1240، دمرها الغزو المغولي، وبعد ذلك ظلت خراب لمدة قرن. بعد تدمير الحصن، نشأت قرية في مكانها اسمها ستاري أوستر أو ستاروغورودكايا. في بداية القرن الرابع عشر نشأت مستوطنة جديدة أقرب إلى ديسنا، وإسمها أوستر.